# Leading Systems Amber
Die Leading Systems Amber ist ein unbemanntes Luftfahrzeug (Drohne, UAV) des US-amerikanischen Herstellers Leading Systems Inc. aus den 1980er-Jahren. Bekannte Weiterentwicklungen des Geräts sind die Gnat 750 und die MQ-1.

## Geschichte
Im Dezember 1984 begann die DARPA ein geheimes Programm zur Entwicklung einer Familie von kleinen Mehrzweck-Hochleistungs-UAVs. Der Vertrag, der zu Anfang einen Umfang von 200 Mio. US-Dollar hatte, wurde mit dem kleinen Unternehmen Leading Systems Inc. (LSI) abgeschlossen. Gegründet wurde die Firma 1983 von dem Luftfahrtingenieur Abraham Karem, einem Mitte der 1970er-Jahre in die USA eingewanderten Israeli, der bereits für die israelischen Streitkräfte als Konstrukteur tätig gewesen war.
Leading Systems baute und erprobte eine Anzahl von unterschiedlichen Amber-Prototypen. Der Erstflug erfolgte im November 1986. Allen gemeinsam war das Gewicht von unter 550 kg, die Anordnung des Triebwerks im Heck mit einem Druckpropeller, ein Nutzlastschacht im Bug und die generelle Auslegung als Schulterdecker mit einem umgekehrten V-Leitwerk. Die ungewöhnliche Leitwerksanordnung sollte den Propeller vor Berührungen mit der Startbahn schützen. Zwar besaßen alle Muster ein Radfahrwerk, jedoch war der Transport und auch der Start aus einem Rohr mit 61 cm Durchmesser möglich, wobei die Tragflächen um 90° gedreht waren und auf dem Rumpf auflagen. Die Zelle bestand aus kohlenstofffaserverstärktem Kunststoff. 
Karems sah die Anforderungen an die UAV-Aufgaben als so einzigartig an, dass er fast sämtliche Komponenten des Luftfahrzeugs im eigenen Unternehmen speziell für diese Aufgabe konstruierte. So konstruierte und baute LSI neben der Zelle auch das Triebwerk, den Propeller, Missions- und Flugsteuerungscomputer und das Fahrwerk selber. Die Entwicklungsgruppe in Irvine und im Erprobungszentrum in El Mirage umfasste jedoch nie mehr als 120 Personen. 
Bis zur Aufhebung der Geheimhaltung Anfang 1988 hatte LSI sechs Prototypen hergestellt, jeweils drei als B45-Aufklärungsdrohnen und als A45, die als billige langsamfliegende Cruise-Missile geplant waren. Die beiden Varianten unterschieden sich in der Rumpfform und in der Befestigung der Tragfläche. Spätere Prototypen umfassten auch die Version R52, eine Versuchsplattform für ein neues kleines Moving-Target-Indication-Radar (MTI), das von der DARPA gefördert wurde. 
Neben den Amber-Modellen stellte LSI für Schulungszwecke und als fliegende Prüfstände für Amber-Subsysteme auch einige deutlich kleinere Modelle her, die als Gnat 400 bezeichnet wurden. 1988 flog die erste Amber I, die am 7./8. Juni 1988 mit über 38 Stunden einen neuen Dauerflugrekord für UAVs aufstellte und den alten Rekord einer TRA Compass Cope R um zehn Stunden übertraf. 
LSI schlug zumindest drei Varianten der Amber I vor. Darunter war die Amber III, die eine höhere Flugdauer und bessere Flugleistungen gegenüber dem Ausgangsmodell erreichen, dabei aber in der gleichen Gewichts- und Kostenklasse wie kleinere UAVs bleiben sollte. Amber IV war ein Niedrigkosten-HALE mit einer Spannweite von 19 m und einer möglichen Nutzlast an Radar- und anderen Sensoren von 450 kg.
Nicht zuletzt wegen der Erfahrungen beim Scheitern des eine Milliarde US-Dollar kostenden Aquila-Programms der US-Army richteten Kongress und Pentagon 1987 das „Joint Program Office“ (JPO) für UAVs ein. Das JPO konzentrierte sich auf wenige als vordringlich angesehene Entwicklungen: ein taktisches Army-System als Kurzstrecken-UAV (SR-UAV), ein USAF/Navy-Mittelstreckensystem (MR-UAV) und ein Hochgeschwindigkeits-System mit Jetantrieb, das von einem Jagdflugzeug oder einer kurzen Rampe aus starten und an einem Fallschirm zurückkehren sollte. Die Entwicklung eines UAV mit hoher Flugdauer (Endurance UAV) wurde dagegen aufgeschoben.
Da das JPO keine eigenen Haushaltsmittel hatte, andererseits die DARPA selbst die Finanzierung nicht weiterführen durfte, musste LSI die Entwicklung der Amber aufgeben. Man konzentrierte sich deshalb auf die Gnat 750 als Exportversion der Amber, die über weniger komplexe Avionik und sensible Aufklärungssysteme verfügte. Als Antrieb war entweder ein KH-800T oder ein Rotaxtriebwerk verwendbar. Die erste Vorserienmaschine der Gnat 750 flog Mitte 1989 zum ersten Mal.
Bis 1990 wurden insgesamt 13 Amber hergestellt.

## Konstruktion
Die Amber war als Schulterdecker ausgelegt, wobei die Tragfläche auf einem kurzen Pylon saß. Das V-Leitwerk war nach unten abgewinkelt und das konventionelle Bugradfahrwerk einziehbar.
Die Amber-Prototypen wurden mit dem LSI-eigenen flüssigkeitsgekühlten 16-Ventil-Vierzylinder-Triebwerk KH-800 ausgerüstet. Mit einem Hubraum von lediglich 800 cm³ konnte eine Dauerleistung von 48,5 kW (65 PS) erreicht werden. 1989 wurde in einer Höhenkammer mit der turboaufgeladenen und 112 kW (150 PS) leistenden Variante KH-800T eine Laufzeit von 200 Stunden erzielt. Für die US Navy, die kein Benzin an Bord ihrer Flugzeugträger verwendet, wurde eine Dreizylinder-Dieselvariante mit 1200 cm³ entwickelt, jeder Zylinder enthielt dabei zwei Kolben. Karem behauptete, dass die Überführungsgeschwindigkeit seiner Konstruktion mit den aufgeladenen Motoren bei 460 bis 550 km/h liege.

## Technische Daten
Amber I, Abmessungen und Leistungsdaten nach www.designation-systems.net
In Klammern die Werte aus
| Kenngröße             | Daten                                                                 |
| --------------------- | --------------------------------------------------------------------- |
| Besatzung             | 0                                                                     |
| Länge                 | 4,52 m (4,57 m)                                                       |
| Spannweite            | 8,99 m (8,53 m)                                                       |
| Dienstgipfelhöhe      | 7620 m                                                                |
| Fluggewicht           | (336 kg)                                                              |
| Höchstgeschwindigkeit | 200 km/h                                                              |
| Höchstflugdauer       | 38 Stunden                                                            |
| Reichweite            | 2200 km                                                               |
| Triebwerk             | ein Vierzylinder-Kolbenmotor LSI KH-800T mit 112 kW (150 PS) Leistung |